# Bluesová stupnice
Bluesová stupnice je pojem z oboru hudební nauky, který je používán pro označení typu (nebo spíše skupiny příbuzných typů) hudební stupnice.

## Použití bluesové stupnice
Jak již sám název napovídá, pochází tato stupnice (nejčastěji v její šestitónové podobě – viz níže) z bluesové hudby, později je často a s oblibou používána v jazzu, rock'n'rollu a hard rocku.
Ve své pětitónové podobě (bluesová pentatonika) je oblíbená v country hudbě pro jednoduchou improvizaci v mollové tónině.

## Složení bluesové stupnice
Pod pojmem bluesová stupnice se rozumí obvykle celá skupina stupnic o pěti až devíti tónech, za jejichž společný základ je považována bluesová pentatonika:
Tato stupnice je charakteristická svou smutnou atmosférou (má díky malé tercii mollový charakter) a příjemně „ostře“ znějícími terciovými skoky mezi prvním a druhým stupněm (prima – malá tercie) a čtvrtým a pátým stupněm (kvinta – malá septima).
Bluesové stupnice o větším počtu tónů (a tedy s bohatší melodikou) vznikají z bluesové pentatoniky přidáním dalších tónů tak, aby byly zachovány její výše uvedené charakteristiky. Jedná se o takzvané „blue notes“ („blue tóny“ – „bluesové tóny“ nebo možná „modré tóny“):
- zmenšená kvinta – tímto tónem vstupuje do bluesové stupnice interval tritónu umožňující použití široké škály alterovaných akordů – atmosféra stupnice se tím stává ještě ponuřejší než u bluesové pentatoniky
- zmenšená kvarta – v temperovaném ladění je shodná s velkou tercií. Vložení tohoto tónu do jisté míry narušuje čistě mollový charakter bluesové stupnice. Při vhodném použití umožňuje hudebníkovi „podle nálady“ střídat malou a velkou tercii, čímž skladba získává nevyhraněný charakter co se týká tóniny (ani dur, ani moll).
- velká septima – vložením „citlivého“ tónu mezi malou septimu a oktávu vzniká sekvence dvou půltónů za sebou, což mimo jiné umožňuje alterovat kvintu v subdominantních akordech a používat chromatický postup zakončený základním tónem stupnice

Teoreticky je možné vkládat i další tóny (například velkou sextu), ale tím se již porušuje bluesový charakter stupnice – výsledek se spíše začíná podobat chromatické stupnici nebo alteraci některé z církevních stupnic.

## Typy bluesových stupnic
Na základě předchozího odstavce lze pojmenovat základní řadu bluesových stupnic (příklad složení je uveden pro tóninu a moll):
- bluesová pentatonika: a-c-d-e-g
- šestitónová bluesová stupnice: a-c-d-es-e-g (tato stupnice je někdy označována prostě „bluesová stupnice“)
- sedmitónová bluesová stupnice: a-c-des-d-es-e-g
- osmitónová bluesová stupnice: a-c-des-d-es-e-g-gis

O bluesových stupnicích lze mluvit také v některých jiných případech, kdy ale obvykle různé alterace potlačují „čistý“ bluesový charakter:
- a-c-d-es-e-g-gis – sedmitónová stupnice s „citlivou“ velkou septimou, ale bez durové velké tercie (podobně jako šestitónová blues tedy neumožňuje „kolísání“ mezi durovou a mollovou tóninou)
- a-cis-d-e-g – někdy označovaná jako bluesová durová pentatonika, díky chybějící malé tercii je ale na bluesovou stupnici poněkud příliš rozjásaná
- a-c-des-d-es-e-fis-g-gis – devítitónová stupnice, kde je již „narušen“ terciový skok mezi kvintou a septimou, svým charakterem se výrazně blíží chromatické stupnici